# 피에르앙리 도리
피에르앙리 도리(Pierre-Henri Dorie, 1839년 9월 23일 ~ 1866년 3월 7일)는 조선의 천주교 박해 때에 순교한 한국 천주교의 103위 성인 중에 한 사람이다. 세례명은 베드로(Petrus), 한국 성은 김(金)이다.

## 생애
피에르앙리 도리는 1839년 9월 3일 프랑스 뤼숑 교구의 생탈레르드탈몽 (Saint-Hilaire de Taimont)의 한 농가에서 8남매 중 여섯째로 태어났다. 그의 부모는 염전과 농사 일을 하며 가난하게 살았지만, 천주교에 대한 신심이 깊었고, 가정을 평화스럽게 하였으므로, 도리는 건전하고 행복한 가정에서 성장하였다. 그는 마을의 보좌신부의 추천으로 부모의 승낙을 얻어 소신학교에 입학하였고, 1860년에는 뤼숑의 대신학교에 입학하였다.
그는 건강상의 문제로 인한 부모와 본당 신부의 만류에도 불구하고, 해외 선교의 소명을 위해서 1862년 소품자로 파리 외방전교회의 신학교에 입학하였고, 1864년 5월 21일 사제 서품을 받음과 동시에 조선의 선교사로 임명되었다.
1864년 7월 15일에 그는 브르트니에르 신부와 볼리외 신부 그리고 위앵 신부 등과 함께 파리를 떠나 마르세유에서 배를 타고 홍콩과 랴오둥 그리고 백령도를 거쳐 1865년 5월 27일에 충청도 내포 지방에 도착하여 조선에 입국하였다. 그후 그는 경기도 용인의 손골리에 배속되어 한국말을 배우며 선교하였다. 1866년 2월 병인박해가 발발하였고, 베르뇌 주교가 체포되었다. 며칠 후 포졸들이 하우고개에서 볼리외 신부를 체포하였고, 산등성이 너머에서 도리 신부도 체포하였다. 그 세 명의 프랑스인 선교사들은 모두 한양 의금부로 압송되어 수감되었고, 감옥에서 재회하였다.
1866년 3월 5일의 문초 때에, 관리들이 도리 신부를 고국으로 송환시키겠다고 하자, 그는 "이 나라에서 사는 동안 말을 배웠기에, 죽으면 죽었지 돌아가지는 못합니다."라고 말하며 거절하였다. 그는 베르뇌 주교와 같은 날 군문효수형을 선고 받았고, 3월 7일에 베르뇌 주교와 여러 동료 신부들과 함께 새남터 사형장으로 압송되었다. 그의 처형을 목격한 한 천주교 신자의 증언에 따르면, "도리 신부는 눈을 내리뜨고 참된 기도를 드리는 모습이 순교자로서의 당당함을 보여주었다"고 한다. 그 날 도리 신부는 맨 마지막으로 처형되었는데, 망나니가 내리친 두 번째 칼날에 그의 목이 떨어졌다. 그렇게 도리 신부가 순교의 영광을 하느님의 제단에 바쳤을 때의 나이는 27세였다. 교우들은 그를 포함한 순교자들의 시신을 왜고개에 안장하였다. 현재 그의 유해는 절두산 순교성지 기념관에 안치되어 있다.

## 시복 · 시성
도리 베드로 신부는 1968년 10월 6일에 로마 성 베드로 대성당에서 교황 바오로 6세가 집전한 24위 시복식을 통해 복자 품에 올랐고, 1984년 5월 6일에 서울특별시 여의도에서 한국 천주교 창립 200주년을 기념하여 방한한 교황 요한 바오로 2세가 집전한 미사 중에 이뤄진 103위 시성식을 통해 성인 품에 올랐다.

## 같이 보기
- 대한민국-프랑스 관계

## 참고 문헌
- 가톨릭 사전: 도리
- 마리아사랑넷: 성인 도리 베드로 (Dorie Peter)
- Catholic Bishop's Conference Of Korea. 103 Martryr Saints: 도리 헨리코 Henricus Dorie 보관됨 2015-01-18 - 웨이백 머신